# Pol Monen
Pol Monen (Pol Montañés Enrich, n. Barcelona, 22 de julio de 1994) es un actor español que saltó a la fama por su papel de Carlos en Amar, película por la que fue nominado a mejor actor revelación en los Premios Goya.

## Biografía
Nacido en Barcelona el 22 de julio de 1994, se ha formado en numerosas escuelas de interpretación y teatro como la escuela de Teatro Eolia en Barcelona y el Estudio Juan Carlos Corazza para el actor en Madrid, también se graduó en periodismo en la Universidad Complutense de Madrid.
Comenzó su carrera con papeles secundarios en largometrajes como Elisa K o Els nens salvatges. En 2017 protagonizó la película Amar junto a María Pedraza, por la que fue nominado a mejor actor revelación en los Premios Goya y en las Medallas del Círculo de Escritores Cinematográficos. Un año después interpretó al hijo de José Coronado y Ana Wagener en la película Tu hijo del director Miguel Ángel Vivas.
En 2019 fichó por Netflix para protagonizar ¿A quién te llevarías a una isla desierta? junto a Jaime Lorente, María Pedraza y Andrea Ros. En 2022 protagoniza la serie Alma, dirigida por  Sergio G. Sánchez para la misma plataforma, junto a Mireia Oriol y Milena Smit.

## Filmografía

### Cine
| Año  | Título                                     | Personaje  | Director                     |
| ---- | ------------------------------------------ | ---------- | ---------------------------- |
| 2004 | La mala educación                          | Niño       | Pedro Almodóvar              |
| 2010 | Elisa K                                    | Germà      | Judith Colell y Jordi Cadena |
| 2012 | Els nens salvatges                         | Amigo Alex | Patricia Ferreira            |
| 2016 | Pasaje al amanecer                         | Camello    | Andreu Castro                |
| 2017 | Amar                                       | Carlos     | Esteban Crespo               |
| 2018 | Tu hijo                                    | Marcos     | Miguel Ángel Vivas           |
| 2019 | Salir del ropero                           | Said       | Ángeles Reiné                |
| 2019 | ¿A quién te llevarías a una isla desierta? | Eze        | Jota Linares                 |
| 2020 | El practicante                             | Andrés     | Carles Torras                |
| 2021 | Con quién viajas                           | Miguel     | Hugo Martín Cuervo           |
| 2021 | Ego                                        | Jorge      | Alfonso Cortes Cabanilla     |
| 2022 | La novia de América                        | Tono       | Alfonso Albacete             |

### Televisión
| Año  | Título                 | Personaje              | Canal          | Notas                  |
| ---- | ---------------------- | ---------------------- | -------------- | ---------------------- |
| 2006 | El asesino del parking | Carlos                 | Telecinco      | Película de televisión |
| 2013 | The Avatars            | Eric                   | Disney Channel | 2 episodios            |
| 2013 | Isabel                 | Príncipe Alfonso       | TVE            | 1 episodio             |
| 2016 | Nit i dia              | Pep                    | TV3            | 2 episodios            |
| 2016 | Lost in the West       | Purple Hatter          | Nickelodeon    | 2 episodios            |
| 2017 | Reinas                 | Horseman               | TVE y BBC      | 1 episodio             |
| 2018 | Vivir sin permiso      | Exprés                 | Telecinco      | 3 episodios            |
| 2018 | Bajo la red            | David Torres           | Playz          | 6 episodios            |
| 2019 | La reina del sur 2     | Juan                   | Telemundo      | 7 episodios            |
| 2020 | Desaparecidos          | Germán Fernández Marín | Prime Video    | 1 episodio             |
| 2020 | Campamento Albanta     | Abel                   | Flooxer        | 6 episodios            |
| 2022 | Alma                   | Bruno                  | Netflix        | 9 episodios            |
| 2023 | Citas Barcelona        | Oriol                  | Prime Video    | 1 episodio             |

## Premios y candidaturas

### Premios Goya
| Año  | Categoría              | Película | Resultado |
| ---- | ---------------------- | -------- | --------- |
| 2018 | Mejor actor revelación | Amar     | Nominado  |

### Medallas del Círculo de Escritores Cinematográficos
| Año  | Categoría              | Película | Resultado |
| ---- | ---------------------- | -------- | --------- |
| 2018 | Mejor actor revelación | Amar     | Nominado  |

### Festival Cinema Jove
| Año  | Categoría                | Resultado |
| ---- | ------------------------ | --------- |
| 2019 | Premio Un futuro de Cine | Ganador   |